# Riksdagen 1973
Riksdagen 1973 ägde rum i Stockholm.
Riksdagens kammare sammanträdde i nya riksdagshuset den 10 januari 1973. Riksdagsarbetet inleddes ceremoniellt genom riksdagens högtidliga öppnande i rikssalen på Stockholms slott den 11 januari. Riksdagens talman var Henry Allard (S).
Den 6 juni biföll riksdagen 1974 års regeringsform. Detta var den första omgången i beslutandet om den nya grundlagen, eftersom grundlagsändringar kräver att ett val äger rum mellan riksdagarna.
Riksdagen avslutades den 15 december 1973.